# Kod 39
Kod 39 je crtični kôd kojime se mogu prikazati znamenke od 0 do 9, velika slova engleske abecede (od A do Z), nekoliko posebnih znakova (+-*/$%.) i razmak.